# أحمد المدرس الزنجاني
أحمد الصدري الزنجاني عرف بـالمدرّس الزنجاني والمتخلص بـخادم (1861 - 28 يناير 1950) فقيه شيعي وشاعر إيراني نظم وكتب بالفارسية والعربية.

## سيرته
ولد أحمد بن بخش علي الصدري حوالي عام 1861 (ما بين 1277-79) في زنجان (أو يقال أبهر[ ؟ ]) وتعلم بها علی مجيد حكمي المتخلص بعنقاء وأبراهيم حكمي ثم هاجر إلى النجف وتلمذ عند بعض علمائها منهم أبو الحسن الأصفهاني. رجع إلى مسقط رأسه بعد إكمال دراسته في الفقه بالنجف ثم هاجر إلى كرمان وسكن فيها لأربعين عاما وتأهل هناك. ثم سكن أصفهان وقام بالتدريس الفقه والكلام في مدرسة الناصرية واشتهر بـالمدرّس الزنجاني.

توفي يوم 9 ربيع الآخر 1369/ 28 يناير 1950 في أصفهان ودفن في مقبرة تخت فولاد.

## مؤلفاته
- جبر وتفويض
- وجيزة في السحر والمعجزة: طبع في 1322 هـ/1904 بالنجف.
- هداية الأنام في منظومة الكلام: شعر بالعربية، طبع 1369 هـ/ 1950.
- اشعاره بالفارسية والعربية